# Eurotiomycetidae
De Eurotiomycetidae vormen een subklasse van de klasse der Eurotiomycetes.
Tot deze subklasse behoort onder andere het geslacht Penicillium.

## Taxonomie
De taxonomische indeling van de Eurotiomycetidae is als volgt:
- Orde: Elaphomycetales
  - Familie: Elaphomycetaceae
- Orde: Eurotiales
  - Familie: Trichocomaceae
- Orde: Onygenales
  - Familie: Arthrodermataceae
  - Familie: Gymnoascaceae
  - Familie: Onygenaceae